# Moulineaux
Pour l’article homonyme, voir Moulineaux (Calvados).
Moulineaux est une commune française située dans le département de la Seine-Maritime en région Normandie.

## Géographie

### Localisation
La commune fait partie de la Métropole Rouen Normandie.
Le village est en bordure de la Seine au nord et limité au sud par la forêt de La Londe.

### Communes limitrophes

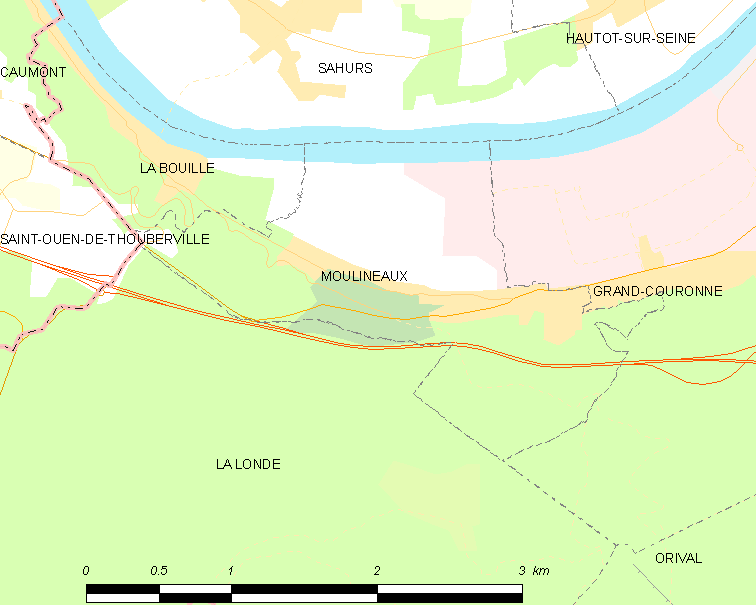
Carte de la commune.

| Sahurs La Bouille                 | Sahurs     | Sahurs         |
| Saint-Ouen-de-Thouberville (Eure) | Moulineaux | Grand-Couronne |
| La Londe                          | La Londe   | Grand-Couronne |

### Hydrographie
La commune est située dans le bassin Seine-Normandie. Elle est drainée par la Seine,.
La Seine, qui prend sa source à Source-Seine, en Côte-d'Or, sur le plateau de Langres, traverse le département avec de larges méandres sur son flanc sud et se jette dans la Manche entre Le Havre et Honfleur. 
Un plan d'eau complète le réseau hydrographique : le plan d'eau des Fontaines (0,08 ha),.

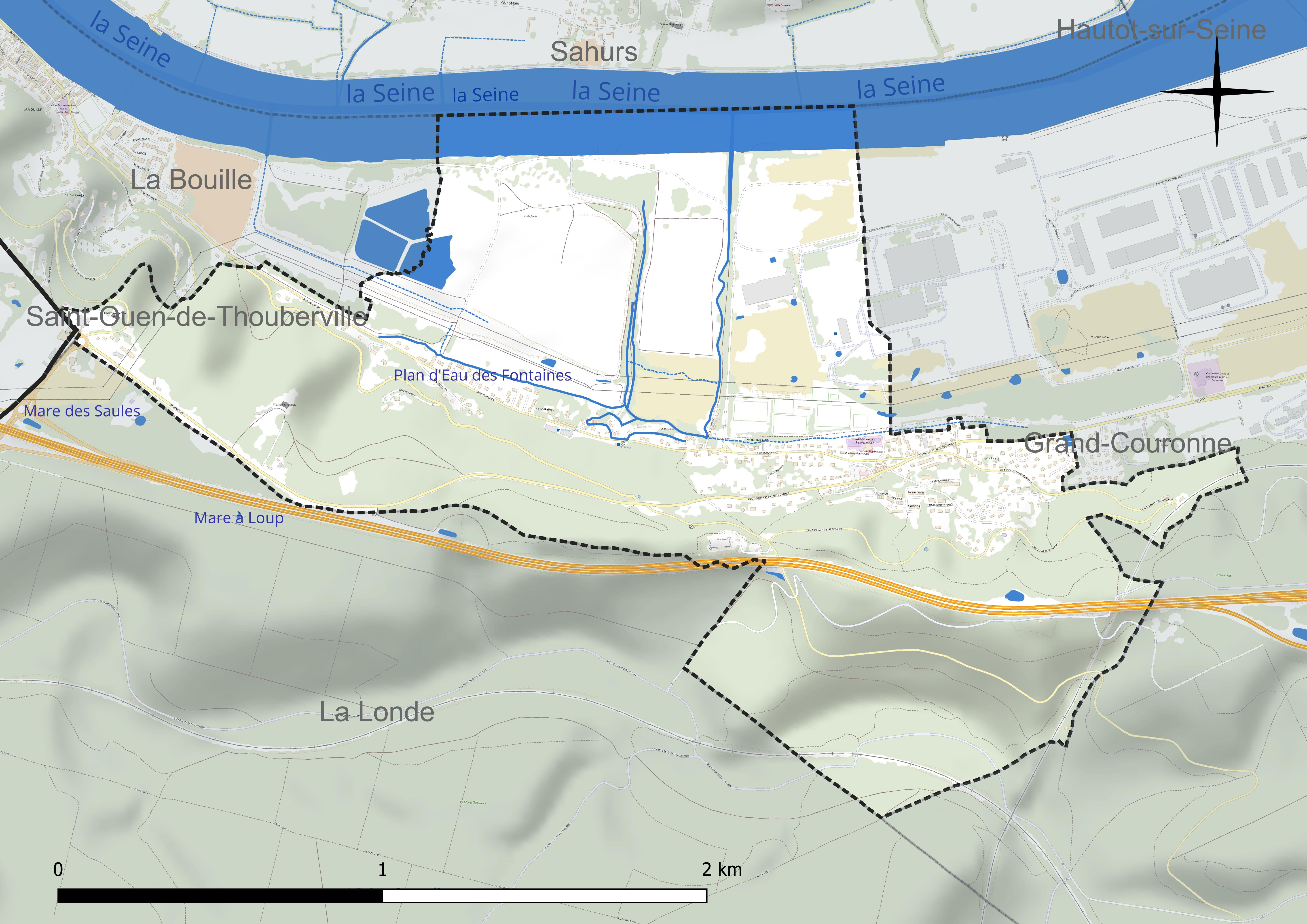
Réseau hydrographique de Moulineaux.

### Climat
Pour des articles plus généraux, voir Climat de la Normandie et Climat de la Seine-Maritime.
En 2010, le climat de la commune est de type climat océanique altéré, selon une étude du CNRS s'appuyant sur une série de données couvrant la période 1971-2000. En 2020, Météo-France publie une typologie des climats de la France métropolitaine dans laquelle la commune est exposée à un climat océanique et est dans la région climatique Côtes de la Manche orientale, caractérisée par un faible ensoleillement (1 550 h/an) ; forte humidité de l’air (plus de 20 h/jour avec humidité relative > 80 % en hiver), vents forts fréquents. Parallèlement le GIEC normand, un groupe régional d’experts sur le climat, différencie quant à lui, dans une étude de 2020, trois grands types de climats pour la région Normandie, nuancés à une échelle plus fine par les facteurs géographiques locaux. La commune est, selon ce zonage, exposée à un « climat contrasté des collines », correspondant au Pays d’Auge, Lieuvin et Roumois, moins directement soumis aux flux océaniques et connaissant toutefois des précipitations assez marquées en raison des reliefs collinaires qui favorisent leur formation.
Pour la période 1971-2000, la température annuelle moyenne est de 10,6 °C, avec une amplitude thermique annuelle de 11,9 °C. Le cumul annuel moyen de précipitations est de 807 mm, avec 12 jours de précipitations en janvier et 8,1 jours en juillet. Pour la période 1991-2020, la température moyenne annuelle observée sur la station météorologique la plus proche, située sur la commune de Jumièges à 15 km à vol d'oiseau, est de 12,2 °C et le cumul annuel moyen de précipitations est de 843,5 mm,. Pour l'avenir, les paramètres climatiques de la commune estimés pour 2050 selon différents scénarios d’émission de gaz à effet de serre sont consultables sur un site dédié publié par Météo-France en novembre 2022.

## Urbanisme

### Typologie
Au 1er janvier 2024, Moulineaux est catégorisée bourg rural, selon la nouvelle grille communale de densité à sept niveaux définie par l'Insee en 2022.
Elle appartient à l'unité urbaine de Rouen, une agglomération inter-départementale regroupant 50  communes, dont elle est une commune de la banlieue,,. Par ailleurs la commune fait partie de l'aire d'attraction de Rouen, dont elle est une commune de la couronne,. Cette aire, qui regroupe 317 communes, est catégorisée dans les aires de 200 000 à moins de 700 000 habitants,.

### Occupation des sols
L'occupation des sols de la commune, telle qu'elle ressort de la base de données européenne d’occupation biophysique des sols Corine Land Cover (CLC), est marquée par l'importance des forêts et milieux semi-naturels (50,9 % en 2018), une proportion sensiblement équivalente à celle de 1990 (51 %). La répartition détaillée en 2018 est la suivante : 
forêts (50,9 %), prairies (22 %), zones urbanisées (12,1 %), zones industrielles ou commerciales et réseaux de communication (10,2 %), eaux continentales (4,8 %). L'évolution de l’occupation des sols de la commune et de ses infrastructures peut être observée sur les différentes représentations cartographiques du territoire : la carte de Cassini (XVIIIe siècle), la carte d'état-major (1820-1866) et les cartes ou photos aériennes de l'IGN pour la période actuelle (1950 à aujourd'hui).

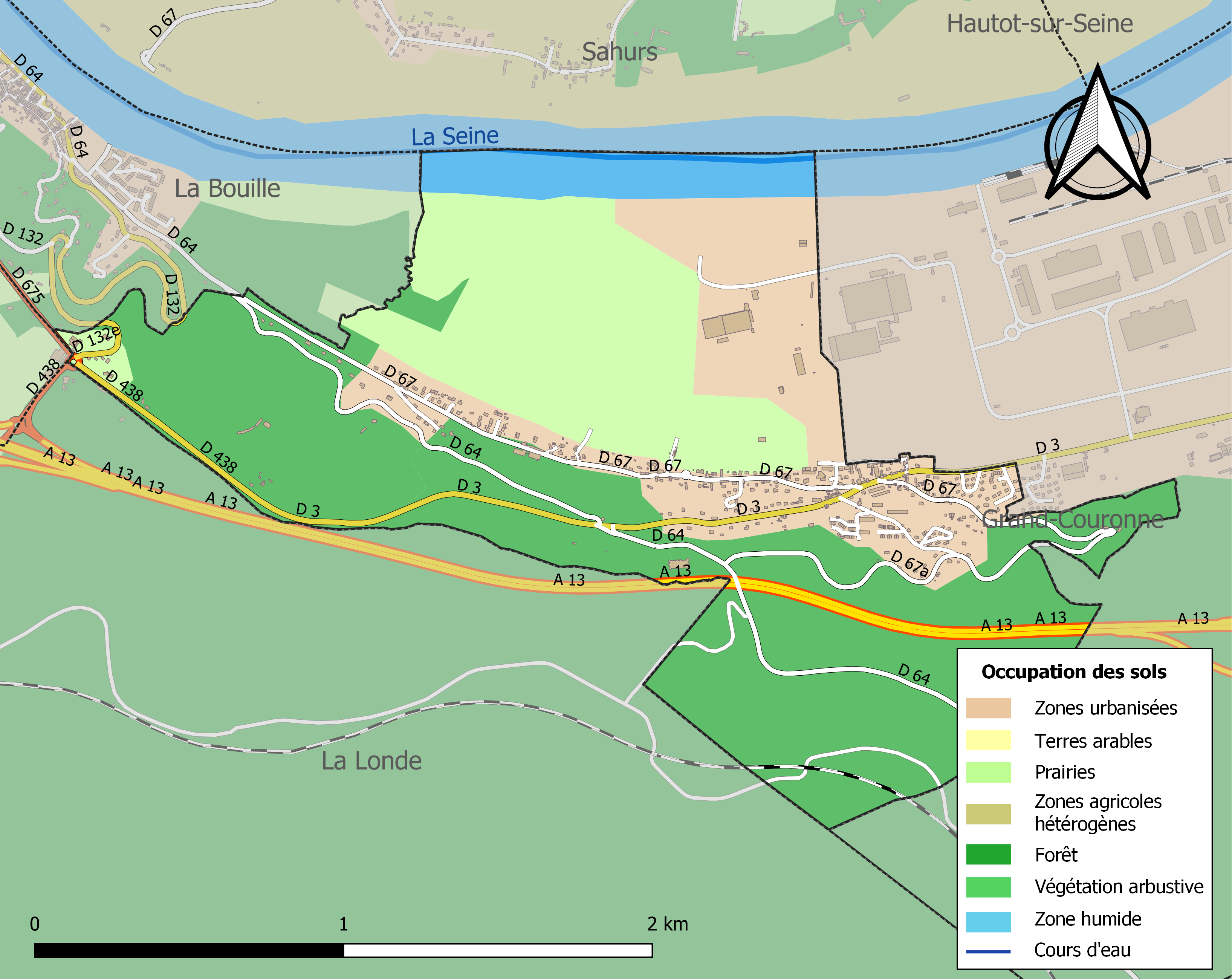
Carte des infrastructures et de l'occupation des sols de la commune en 2018 (CLC).

### Voies de communication et transports
La ligne de bus 39 permet de rejoindre le centre-ville de Rouen en cinquante minutes à raison d'un passage toutes les heures (correspondance avec le bus 6 sur Grand-Couronne).

## Toponymie
Le nom de la localité est attesté sous la forme molinelli au XIe siècle.
Moulineaux de la langue d'oïl molinel, « petit moulin », molinelli au XIe siècle signifiant « les petits moulins » qui rappelle l’existence de moulins à eau, élevés au Moyen Âge sur les ruisseaux qui traversaient son territoire. Le dernier d’entre eux a disparu au milieu des années 1960.

## Histoire
Découverte en 1872 dans la forêt de la Londe d'une hache en pierre polie datant du néolithique et présence de vestiges d'un cimetière gaulois dans les fossés du château de Robert le Diable.
Robert le Diable, qui serait Robert Ier de Normandie, a donné son nom à un château, situé à Moulineaux en bordure de l'autoroute A 13. Mais aucune preuve de sa construction par ce personnage ne peut être établie à ce jour. Selon André Davy, le château doit son nom « Le Diable » à un comte de Moulineaux, du IXe siècle, Robert, fils du duc Aubert, qui occupa le château.
Le roi Richard Cœur de Lion y séjourna et Jean sans Terre aurait agrandi le château entre 1200 et 1203.
Au cours de la seconde moitié du XIVe siècle, la charge de capitaine de ce château a été confiée au chevalier Guillaume Aux-Épaules, bailli de Cotentin, afin de protéger le territoire contre les invasions anglaises.
Pendant la guerre franco-allemande, en décembre 1870 - janvier 1871, les gardes mobiles, pourtant très inférieurs en nombre, parvinrent à tenir tête aux 20 000 Prussiens d'Edwin von Manteuffel qui avaient franchi la Seine sur la glace.
En 1901, un monument aux morts a été érigé et inauguré par l'écrivain normand Jean Revel, qui prit part aux affrontements, en présence du général André, ministre de la Guerre.

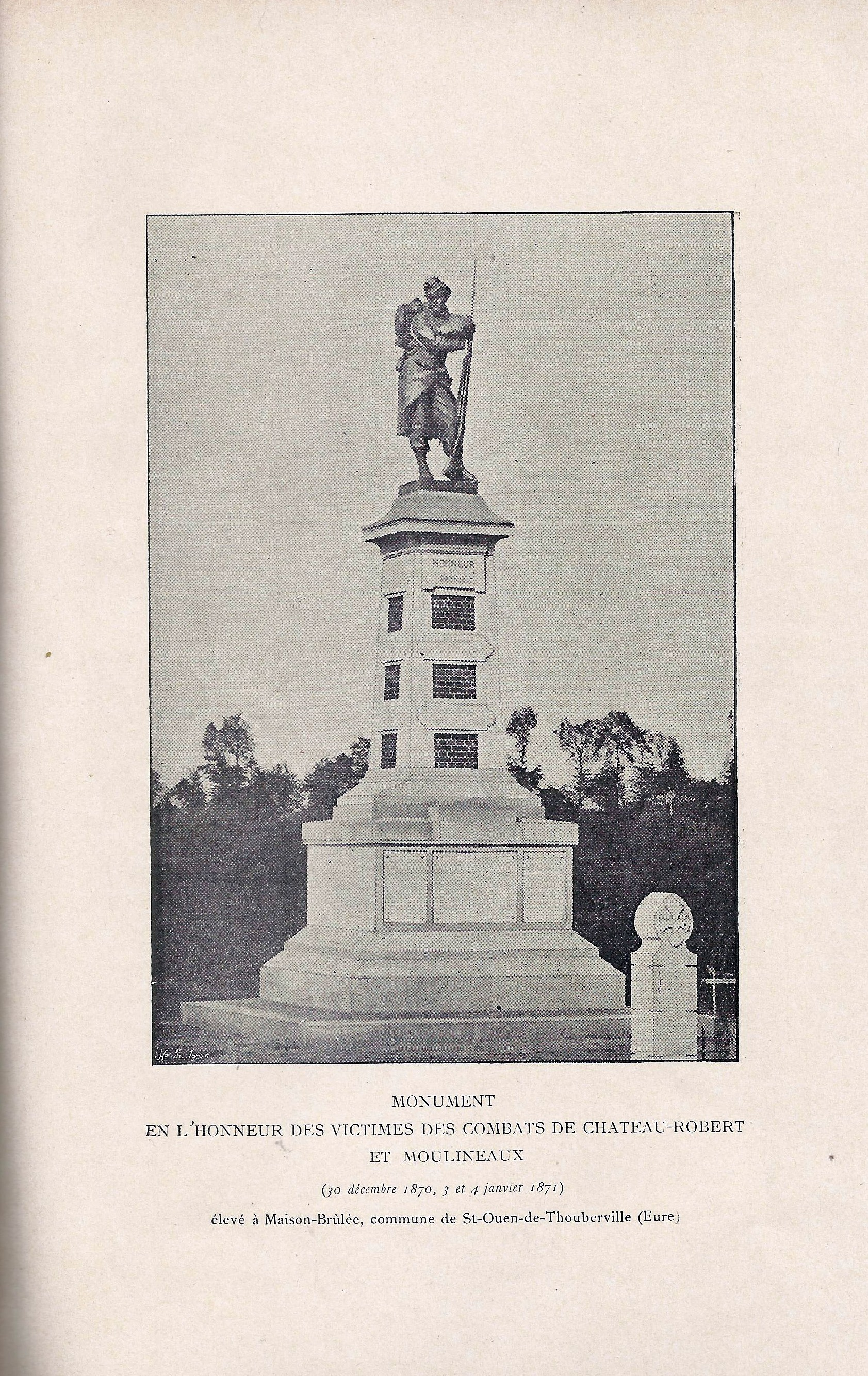
Photo du monument aux morts des combats de Château-Robert et Moulineaux élevé à Maison Brûlée (extrait des rapports inédits publiés en 1901).
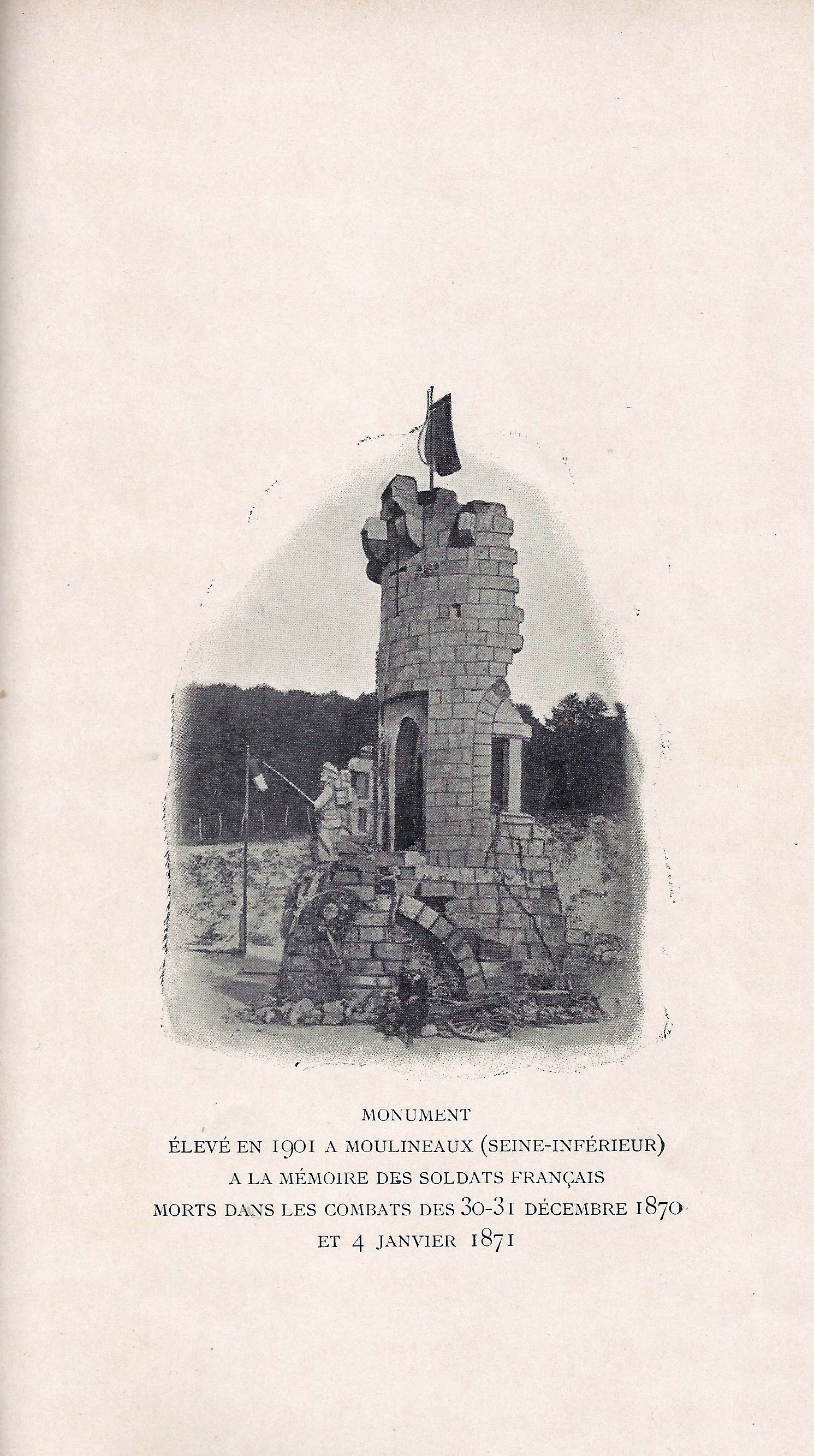
Monument élevé à Moulineaux en 1901 aux morts des combats du 30 décembre 1870 au 4 janvier 1871.

## Politique et administration
| Période                                  | Période                    | Identité               | Étiquette     | Qualité                     |
| ---------------------------------------- | -------------------------- | ---------------------- | ------------- | --------------------------- |
| Les données manquantes sont à compléter. |                            |                        |               |                             |
| 1837                                     | 1865                       | Nicolas Buquet         |               |                             |
| 1865                                     | 1873                       | Emmanuel Duhamel       |               |                             |
| 1874                                     |                            | Durocher               |               |                             |
| 1883                                     |                            | Cullié                 |               |                             |
| 1884                                     | 1898                       | Eugène-Joseph Berneval |               |                             |
| 1899                                     | 1907                       | Émile Martin           |               |                             |
| 1921                                     | 1939                       | Maurice Hergault       | Républicain   |                             |
| 1946                                     |                            | Octave Bernard         |               | Agriculteur                 |
| Les données manquantes sont à compléter. |                            |                        |               |                             |
| 1958                                     | 1971                       | Roger Parment          |               | Journaliste                 |
|                                          |                            | Michel-Erik Flament    |               |                             |
| Les données manquantes sont à compléter. |                            |                        |               |                             |
| mars 2001                                | 17 avril 2007              | Catherine Duchemin     | Divers gauche | Enseignante                 |
| 2007                                     | mai 2020                   | Martine Tailliandier   |               | Secrétaire                  |
| mai 2020,                                | En cours (au 10 août 2020) | Frédéric Le Goff       | PS            | Fonctionnaire départemental |

## Démographie
L'évolution du nombre d'habitants est connue à travers les recensements de la population effectués dans la commune depuis 1793. Pour les communes de moins de 10 000 habitants, une enquête de recensement portant sur toute la population est réalisée tous les cinq ans, les populations de référence des années intermédiaires étant quant à elles estimées par interpolation ou extrapolation. Pour la commune, le premier recensement exhaustif entrant dans le cadre du nouveau dispositif a été réalisé en 2007.

En 2022, la commune comptait 943 habitants, en évolution de −0,74 % par rapport à 2016 (Seine-Maritime : +0,35 %, France hors Mayotte : +2,11 %).
| 1793 | 1800 | 1806 | 1836 | 1841 | 1846 | 1851 | 1856 | 1861 |
| ---- | ---- | ---- | ---- | ---- | ---- | ---- | ---- | ---- |
| 335  | 400  | 460  | 317  | 291  | 294  | 302  | 285  | 285  |

| 1866 | 1872 | 1876 | 1881 | 1886 | 1891 | 1896 | 1901 | 1906 |
| ---- | ---- | ---- | ---- | ---- | ---- | ---- | ---- | ---- |
| 297  | 315  | 309  | 360  | 252  | 252  | 228  | 241  | 283  |

| 1911 | 1921 | 1926 | 1931 | 1936 | 1946 | 1954 | 1962 | 1968 |
| ---- | ---- | ---- | ---- | ---- | ---- | ---- | ---- | ---- |
| 284  | 307  | 332  | 389  | 394  | 457  | 537  | 462  | 843  |

| 1975 | 1982 | 1990 | 1999 | 2006 | 2007 | 2012 | 2017 | 2022 |
| ---- | ---- | ---- | ---- | ---- | ---- | ---- | ---- | ---- |
| 973  | 838  | 792  | 890  | 881  | 880  | 929  | 944  | 943  |

## Culture locale et patrimoine

### Lieux et monuments
- Église Saint-Jacques-le-Majeur (XIIIe siècle), jubé et vitraux (classée monument historique en 1840)[27].
- Château de Robert le Diable[28] (fermé au public depuis 2003). Un incendie le 26 mai 2007 a détruit les planchers de la tour Nord.
- Monument du Qui-Vive d'Eugène Fauquet et Auguste Foucher (1901)
- Le lavoir rue Louis-Moguen (D 67)
- Le monument aux morts des deux guerres mondiales.
- Château du Rouvray (1876), en bordure de Seine, construit pour Eugène Dutuit, dont la famille est actionnaire de la Banque de France.
- Le manoir des Sources comporte sur son domaine un oratoire du XVIe siècle.

### Sites classés
- L'église, l'if, le calvaire, le cimetière de Moulineaux  Site classé (1935)[29]
- Propriété de M. Maurice Cosserat comprenant les ruines du château dit « de Robert-le-Diable » et leurs abords avec le terre-plein sur lequel est édifié le monument commémoratif du combat de 1870 et la totalité du château de la Vacherie avec son parc et ses dépendances  Site classé (1935)[30]

### Héraldique
| Armes de Moulineaux | Les armes de la commune de Moulineaux se blasonnent ainsi : Tranché d’azur et de sinople, à deux léopards d’or surmontés et senestrés d’une silhouette de tour à mâchicoulis pavillonnée au trait d’argent le tout brochant. Les deux léopards d'or rappellent les armes de la Normandie. |

### Personnalités liées à la commune
- Anne-Marie du Boccage (1710-1802), écrivaine, aurait séjourné au château de la Vacherie et y aurait écrit la Colombiade.
- Violette Nozière (1915-1966).
- Jean Jourden (1942-), champion du monde amateur cycliste 1961 à Berne.
- Paul Dedeyn (1880-1940), joueur international de rugby, né à Moulineaux.